# 科捷利尼科夫农村居民点
科捷利尼科夫农村居民点（俄语：Котельниковское сельское поселение）是俄罗斯联邦伏尔加格勒州科捷利尼科沃区所属的一个农村居民点。其下辖有3个居民点，行政中心为列宁镇。据2016年统计，该农村居民点的人口为1421人。